# توکیو بودوکان

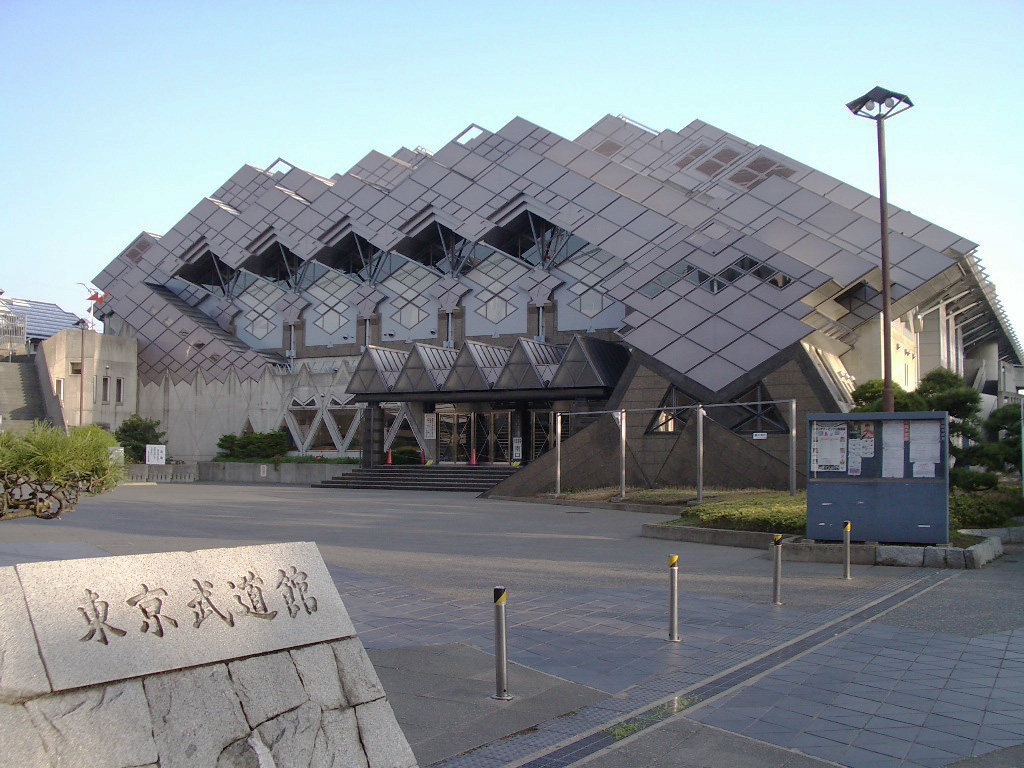
توکیو بودوکان

توکیو بودوکان (به ژاپنی: 東京武道館, Tokyo budokan) در منطقهٔ آداچی در داخل پارک هیگاشی آیاسه در توکیو پایتخت ژاپن واقع شده است. این ورزشگاه سرپوشیده در سال ۱۹۸۹ میلادی آمادهٔ بهره‌برداری شده است.

## ایستگاه‌های اطراف
- جی آر، خط جوبان، ایستگاه آیاسه در حدود ۵ دقیقه از ایستگاه پیاده راه است.
- متروی توکیو، خط چیودا، ایستگاه آیاسه